# Paul Palén
Paul Palén, né le 4 avril 1881 à Garpenberg (Suède) et mort le 23 octobre 1944 à Stockholm (Suède), est un tireur sportif suédois.

## Palmarès

### Jeux olympiques
- Jeux olympiques d'été de 1912 à Stockholm :
  -  Médaille d'or au tir au pistolet à 30 m par équipes.
  -  Médaille d'argent au tir rapide au pistolet à 25 m.